# Rafael Pérez del Álamo
Rafael Pérez del Álamo (Loja, Granada, 1829 - Arcos de la Frontera, Cadis, 1911) va ser un veterinari i anarcosindicalista andalús.
Va ser el principal dirigent de la revolta de Loja de juliol de 1861, a la que va intentar imprimir un caràcter republicà-democràtic i de la qual ha deixat escrita la seva pròpia versió dels fets. Després del seu fracàs, va aconseguir amagar-se, fins que més tard va ser amnistiat i confinat a Arcos de la Frontera, on va fundar el Centre Obrer i la societat Fraternitat Obrera, a través de la qual els obrers en atur es van dedicar a la construcció d'edificis ruïnosos per sortejar-los entre ells o vendre'ls i repartir el seu import. El Centre Obrer va ser l'única seguretat per a l'obrer andalús occidental de finals del segle xix i principis del XX. Les idees revolucionàries que havien esclatat amb infiltracions anarquistes, com La Mano Negra, només van poder apaivagar-se amb germanors de treballadors com la que va organitzar Pérez del Álamo.
La seva col·laboració, juntament amb altres revolucionaris, per enviar tota classe d'informació a Pablo Iglesias va ser decisiva en la fundació del Partit Socialista Obrer Espanyol. Igualment en els últims anys de la seva vida es va cartejar amb Benito Pérez Galdós, qui va incloure la gesta de Pérez del Álamo en els seus famosos Episodios Nacionales:
Home extraordinari va ser realment, dotat de facultats precioses per organitzar la plebe, i portar-la per dret a ocupar un lloc en la ciutadania governant. Tosc i sense el que diem il·lustració, va demostrar natural agudesa i un subtil coneixement de l'art de les revolucions; art negatiu si es vol, però que en realitat no va mai sol, doncs té per l'altra cara les qualitats de l'home de govern. Va representar una idea que en el seu temps es va tenir per deliri. Uns altres temps portarien la raó d'aquella desraó.